# Musée mémorial des parachutistes
Le musée-mémorial des parachutistes, situé à Lons (Pyrénées-Atlantiques), en France, est un musée créé officiellement en 1984, qui retrace l'histoire des parachutistes militaires français depuis leur création jusqu'aux engagements d’aujourd’hui.

## Historique
En 1964, est créée la salle d'honneur de l'École des troupes aéroportées. En 1984, celle-ci prend officiellement le nom de musée, qui s'agrandit ensuite progressivement avec notamment une grande période de travaux entre 1994 et 1997.
Le musée mémorial des parachutistes est épaulé par une association de bénévoles : la Société des Amis du Musée des Parachutistes (SAMParas). Créée en février 2013, la SAMParas est reconnue officiellement comme la seule association de soutien du musée. Depuis le 16 juillet 2018, elle a le statut d’intérêt général et peut donc délivrer des reçus fiscaux. Son personnel, composé de bénévoles, est chargé de l’accueil des visiteurs et de leur accompagnement dans la découverte du musée.

## Rôle et missions
Le musée mémorial des parachutistes est à la fois un musée de tradition de l'Armée de terre et un ensemble représentatif de l'histoire et du présent des troupes aéroportées françaises. Dépositaire de l'identité de l'ensemble des troupes aéroportées, il a pour mission de faire connaître leur histoire, leurs traditions, leur esprit et leur actualité.
Ses collections et ses mises en scène à travers de nombreux tableaux sont accessibles à tous et intéressent autant le grand public que le personnel des armées. Les expositions temporaires en font un relais régional de diffusion de l'esprit de défense. Le musée se veut ainsi un lieu d'étude et de transmission de la mémoire des conflits contemporains. Enseignants, universitaires et visiteurs y trouvent un accueil et des sources d'informations adaptées.

## Le parcours muséal
Il est constitué de cinq tableaux précédés de vidéogrammes explicatifs, correspondant aux différentes périodes.
Chaque tableau est composé de mises en scènes contenant des mannequins équipés, des armes et des véhicules sur fond de photos d’archives.

### Le temps des précurseurs
Naissance de la technique et de l'emploi des parachutistes : aérostiers de la Première Guerre mondiale, premiers équipements spécifiques, parachutistes allemands, soviétiques et français. La création des troupes aéroportées françaises date du 1er avril 1937, deux groupes sont mis sur pied : le 601ème GIA à Reims et le 602ème GIA à Alger. La doctrine et l'inspiration sont soviétiques, ramenées par le Colonel GEILLE de son séjour de formation en URSS et l'enseignement des grandes manœuvres de Kiev de 1935.

### La Seconde Guerre mondiale
Création des grandes unités américaines et britanniques : soldats français des Forces Françaises Libres (FFL) au Spécial Air Service (SAS) et en Afrique du Nord, équipés par les Américains. En 1940, une compagnie d'infanterie de l'air sera créée au sein des forces aériennes françaises libres et intégrera le Spécial Air Service sous le nom de French Squadron. Sont ensuite créés à partir des évadés de France et des débris de l'armée du général Giraud les 3ème et 4ème SAS qui deviendront les 3e et 2e régiments de chasseurs parachutistes. Ils seront parachutés en Bretagne à la veille du débarquement avec pour mission de détruire divers objectifs dans le but de bloquer l'ennemi dans la péninsule bretonne. Le 1er régiment de chasseurs parachutistes, entièrement équipé à l'américaine qui intègre la 82ème US Airborne avant d'être engagé dans les Vosges en 1944. Le Bataillon de choc entraîné au saut par les américains et au combat par les britanniques sera engagé dans la libération de la Corse, de l'île d'Elbe puis en métropole. Les Commandos d'Afrique, régiment frère du Bataillon de choc, qui se distinguent par leur spécialisation dans les actions amphibies et par un matériel plus lourd et qui suivront la 1ère Armée jusqu'à l'armistice. Les Commandos de France, créés en 1944 et qui rejoindront le combat de la 1ère Armée.

### La guerre d'Indochine
Époque qui voit la naissance du mythe du « para » français et qui est aussi celle de la création des grandes unités françaises équipées de façons diverses.

### La guerre d'Algérie
Marquée par l’engagement des appelés du contingent dans des actions de guérilla urbaine et des héliportages dans les massifs montagneux ou l'immensité désertique. Les collections insistent sur la diversité des uniformes et des équipements.

### Le monde contemporain
Opérations extérieures et maintien de la paix (Kolwezi, Liban, Bosnie, Guerre du Golfe, etc.). Les vitrines mettent en avant les savoir-faire techniques et les équipements actuels des unités par l'intermédiaire d'illustrations et de vidéos (Forces spéciales, nageurs de combat, largage de matériel, déminage, Groupe d'Intervention de la Gendarmerie nationale, etc.), et insiste sur le rôle de choix de l’École des Troupes aéroportées.

## In Memoriam: la crypte
Au cœur du musée se trouve une crypte en l'honneur des unités dissoutes et de ceux qui sont tombés au combat. La crypte est un espace qui existe depuis la création de la salle d'honneur de l’École des troupes aéroportées, autour de laquelle s'est développé le musée. Elle est un lieu de mémoire collective et permet aux visiteurs, civils et militaires, d'avoir une pensée pour tous ceux qui se sont sacrifiés.

## Divers
Le fonds muséographique s'enrichit par l'exposition en permanence d'œuvres de peintres aux armées tels Brayer, Le Zach'meur, Sollier ou Rosenberg.  Le musée dispose d'une salle de travail à la disposition des chercheurs ; les documents sont obligatoirement consultés sur place.